# Erik Holmertz
Carl Erik Matias Holmertz, född den 18 maj 1840 på Ölmanäs i Ölmevalla socken, Hallands län, död den 21 mars 1915 i Stockholm, var en svensk ämbetsman.
Holmertz blev student vid Lunds universitet 1859, vid Uppsala universitet 1861 och avlade kameralexamen 1863. Han blev extra ordinarie tjänsteman i Krigskollegium 1865, kanslist där 1875, revisor 1877, krigskommissarie samma år och kamrerare 1881. Holmertz var krigsråd och chef för Arméförvaltningens civila departementsbyrå 1892–1906. Han blev riddare av Vasaorden 1881 och av Nordstjärneorden 1893 samt kommendör av andra klassen av sistnämnda orden 1906.
Erik Holmertz var son till Peter Holmertz och Vilhelmina Olivecreutz samt dotterson till Johan Adolf Olivecreutz. Han var gift med friherrinnan Elsa Ehrenkrona, dotter till ryttmästaren Claes Erik Ehrenkrona och Hildegard Holst. Makarna Holmertz vilar på Norra begravningsplatsen utanför Stockholm.